# Pleonomus
Pleonomus is een geslacht van kevers uit de familie  
kniptorren (Elateridae).
Het geslacht is voor het eerst wetenschappelijk beschreven in 1849 door Ménétriés.

## Soorten
Het geslacht omvat de volgende soorten:
- Pleonomus angusticollis Reitter, 1894
- Pleonomus canaliculatus (Faldermann, 1835)
- Pleonomus laticornis Reitter, 1900
- Pleonomus makiharai Ôhira, 1972
- Pleonomus tereticollis Ménétriés, 1849